# エドワード・アナンデール
エドワード・アナンデール（Edward Annandale、2001年1月18日 - ）は、JAPAN RUGBY LEAGUE ONENECグリーンロケッツ東葛に所属するラグビーユニオン選手。

## プロフィール
- ニュージーランド出身。
- ポジションはロック(LO)。

## 略歴
2019年、フランスのASMクレルモン・オーヴェルニュに入団。
2023年から、ニュージーランドのオークランド（NPC）に選出された。
2023年、ASMクレルモン・オーヴェルニュを退団し、ニュージーランドのブルーズに入団。
2024年、2024-25シーズンからNECグリーンロケッツ東葛に入団。同年12月29日に行われたJAPAN RUGBY LEAGUE ONE第2節釜石シーウェイブス戦にて途中出場でリーグワン公式戦初出場を果たした。